# فرودگاه گوتنبرگ-لندوتر
فرودگاه گوتنبرگ-لندوتر (به انگلیسی: Gothenburg-Landvetter Airport) (به زبان بومی: Göteborg-Landvetter flygplats) یک فرودگاه همگانی مسافربری با کد یاتا GOT است که یک باند فرود آسفالت دارد و طول باند آن ۳۲۹۹ متر است. این فرودگاه در شهر گوتنبورگ کشور سوئد قرار دارد و در ارتفاع ۱۵۴ متری از سطح دریا واقع شده‌است.

## شرکت‌های هواپیمایی و مقصدهای پروزای
| شرکت‌های هواپیمایی                                          | مقصدهای پروازی |
| ---------------------------------------------------------- | --- |
| ایربالتیک                                                  | فصلی: فرودگاه بین‌المللی ریگا |
| ایر فرانس اجرا توسط هاپ!                                   | فرودگاه لیون-سینت اگزوپری، فرودگاه شارل دوگل پاریس |
| AIS Airlines                                               | فرودگاه دالا |
| براتنس رجیونال                                             | فرودگاه استکهلم-بروما، فرودگاه اومئو فصلی: فرودگاه آره اوستشوند |
| بریتیش ایرویز                                              | فرودگاه هیترو لندن |
| بریتیش ایرویز اجرا توسط سان-ایر اسکاندیناوی                | فرودگاه آرهوس، فرودگاه منچستر |
| بروکسل ایرلاینز                                            | فرودگاه بروکسل |
| چک ایرلاینز                                                | فرودگاه هامبورگ، فرودگاه پراگ رازیون |
| یورووینگز                                                  | فرودگاه بین‌المللی دوسلدورف |
| فن‌ایر                                                      | فرودگاه هلسینکی |
| Gotlandsflyg اجرا توسط براتنس رجیونال                      | فرودگاه ویزبه |
| ایبریا اکسپرس                                              | فصلی: فرودگاه مادرید-باراخاس (آغاز از ۲۰ ژوئن ۲۰۱۶) |
| ایسلندایر                                                  | فصلی: فرودگاه بین‌المللی کفلاویک |
| ایران ایر                                                  | فرودگاه بین‌المللی امام خمینی |
| کی‌ال‌ام                                                     | فرودگاه اسخیپول آمستردام |
| لوفت‌هانزا                                                  | فرودگاه بین‌المللی فرانکفورت |
| لوفت‌هانزا رجینال اجرا توسط لوفت‌هانزا سیتی‌لاین              | فرودگاه مونیخ |
| نکست‌جت                                                     | فرودگاه ساندسول-هرنوسند |
| نروژین ایر شاتل                                            | فرودگاه آلیکانته-الچه، فرودگاه بارسلونا-ال پرات، فرودگاه گاتویک، فرودگاه مادرید-باراخاس (آغاز از ۸ اوت ۲۰۱۶)، فرودگاه مالاگا، فرودگاه لئوناردو دا وینچی-فیومیچینو، فرودگاه استکهلم-آرلاندا فصلی: فرودگاه گرن کناریا، فرودگاه نیس کوت دازور، فرودگاه پالما د مایورکا، فرودگاه بین‌المللی پریشتینا، فرودگاه زالتسبورگ، فرودگاه تنریف جنوبی |
| رایان‌ایر                                                   | فرودگاه آلیکانته-الچه، فرودگاه استانستد لندن، فرودگاه مالاگا، فرودگاه وارساو مادلن فصلی: فرودگاه اوریو آل سریو، فرودگاه ادینبرو، فرودگاه پالما د مایورکا، فرودگاه گالیله، فرودگاه چمپینو، رم، فرودگاه زادر |
| هواپیمایی اسکاندیناوی                                      | فرودگاه کپنهاگ، فرودگاه لولئو، فرودگاه مالاگا، فرودگاه استکهلم-آرلاندا، فرودگاه اومئو فصلی: فرودگاه بین‌المللی آتن، فرودگاه قاضی پاشا، فرودگاه بین‌المللی ژنو، فرودگاه نیس کوت دازور، فرودگاه پالما د مایورکا، فرودگاه بین‌المللی پریشتینا، فرودگاه پولا، فرودگاه اسپلیت، فرودگاه آره اوستشوند                                             |
| سوئیس اینترنشنال ایرلاینز                                  | فصلی: فرودگاه بین‌المللی ژنو |
| سوئیس اینترنشنال ایرلاینز اجرا توسط Helvetic Airways       | فرودگاه زوریخ |
| سوئیس اینترنشنال ایرلاینز اجرا توسط Swiss Global Air Lines | فرودگاه زوریخ |
| ترکیش ایرلاینز                                             | فرودگاه بین‌المللی آتاترک |
| ویولینگ                                                    | فصلی: فرودگاه بارسلونا-ال پرات |
| ویدروئه                                                    | فرودگاه گاردرموئن اسلو |
| ویز ایر                                                    | فرودگاه بلگراد نیکولا تسلا، فرودگاه بین‌المللی بوداپست فرنک لیست، فرودگاه گدایسک لخ والسا، فرودگاه اسکندر کبیر اسکوپیه، فرودگاه بین‌المللی توزلا، فرودگاه شوپن ورشو |

## شرکت‌های هواپیمایی و مقصدهای پروازی

### مسافری
| شرکت‌های هواپیمایی                                          | مقصدهای پروازی |
| ---------------------------------------------------------- | --- |
| ایر فرانس اجرا توسط هاپ!                                   | لیون-سینت اگزوپری، شارل دوگل پاریس |
| ایربالتیک                                                  | ریگا |
| AIS Airlines                                               | دالا |
| آسترین ایرلاینز                                            | وین |
| BRA Braathens Regional Airlines                            | استکهلم-بروما، ویزبه فصلی: آره اوستشوند |
| بی‌ام‌آی رجیونال                                             | بیرمنگام |
| بریتیش ایرویز                                              | هیترو لندن |
| بریتیش ایرویز اجرا توسط سان-ایر اسکاندیناوی                | آرهوس |
| بروکسل ایرلاینز                                            | بروکسل |
| چک ایرلاینز                                                | هامبورگ، پراگ رازیون |
| یورو وینگز                                                 | دوسلدورف |
| فن‌ایر                                                      | هلسینکی |
| ایسلندایر                                                  | فصلی: کفلاویک |
| هواپیمایی عراق                                             | بغداد، سلیمانیه |
| ایران ایر                                                  | امام خمینی |
| کاال‌ام                                                     | اسخیپول آمستردام |
| لوت پولیش ایرلاینز اجرا توسط نوردیکا                       | شوپن ورشو (آغاز از ۲۸ اوت ۲۰۱۷) |
| لوفت‌هانزا                                                  | فرانکفورت، مونیخ |
| نکست‌جت                                                     | لولئو، اولو، سوندسوال-ارنساند، ترومسا |
| نوردیکا اجرا توسط لوت پولیش ایرلاینز                       | لنارت مری تالین (آغاز از ۲۸ اوت ۲۰۱۷) |
| نروجین ایر شاتل                                            | آلیکانته-الچه، بارسلونا-ال پرات، گاتویک، مالاگا، لئوناردو دا وینچی-فیومیچینو، استکهلم-آرلاندا فصلی: خانیا، گرن کناریا، مادرید-باراخاس، نیس کوت دازور، پالما د مایورکا، پریشتینا، زالتسبورگ، اسپلیت، تنریف جنوبی |
| پریمرا ایر                                                 | فصلی: آلمریا (آغاز از ۱۷ مه ۲۰۱۸)، خانیا، دوبروونیک، فارو، فوئرته‌ونتورا، گرن کناریا، لا پالما، لامتزیا ترمه، مالاگا، مالمو (آغاز از ۳۰ آوریل ۲۰۱۸) , پالما د مایورکا، پولا، تنریف جنوبی                         |
| رایان‌ایر                                                   | آلیکانته-الچه، جان پل دوم کراکوف-بالیس (آغاز از ۳۱ اکتبر ۲۰۱۷)، استانستد لندن، مالاگا، سالونیک، وارساو مادلن فصلی: اوریو آل سریو، ادینبرو، پالما د مایورکا، گالیله، چمپینو، رم، زادر                            |
| هواپیمایی اسکاندیناوی                                      | کپنهاگ، لولئو، مالاگا، استکهلم-آرلاندا، اومئو فصلی: آلیکانته-الچه، آتن، ژنو، نیس کوت دازور، پالما د مایورکا، پریشتینا، پولا، اسپلیت، آره اوستشوند                                                               |
| سوئیس اینترنشنال ایرلاینز اجرا توسط سوئیس گلوبال ایر لاینز | زوریخ فصلی: ژنو |
| ترکیش ایرلاینز                                             | آتاترک |
| ویولینگ                                                    | فصلی: بارسلونا-ال پرات |
| ویدروئه                                                    | فلسلند برگن، گاردرموئن اسلو |
| وینگز آو لبنان                                             | فصلی: رفیق حریری بیروت |
| ویز ایر                                                    | بلگراد نیکولا تسلا، هنری کواندا (آغاز از ۱۵ آوریل ۲۰۱۸) , بوداپست فرنک لیست، گدایسک لخ والسا، کاناس (پایان در ۳۰ اوت ۲۰۱۷)، اسکندر کبیر اسکوپیه، توزلا، ویلنیوس، شوپن ورشو                                      |

### باری
| شرکت‌های هواپیمایی    | مقصدهای پروازی                               |
| -------------------- | -------------------------------------------- |
| Amapola Flyg         | استکهلم-آرلاندا، یونشوپینگ، سوندسوال-ارنساند |
| ASL Airlines Belgium | گاردرموئن اسلو، لیژ، تورکو، لنارت مری تالین  |
| دی‌اچ‌ال اوییشن        | کپنهاگ، لایپزیگ/هال                          |